# Halicampus mataafae
Halicampus mataafae är en fiskart som först beskrevs av Jordan och Alvin Seale 1906.  Halicampus mataafae ingår i släktet Halicampus och familjen kantnålsfiskar. Inga underarter finns listade i Catalogue of Life.